# 龍虎鳳
龍虎鳳（りゅうこほう、ロンフウフォン）は広東料理の一種。主に広東省などの華南地域で食されてきた。今ではほとんど誰もそれを食べません。 

## 語源
龍、虎、鳳という最も強いとされる3種の動物を料理にしたもので、龍を蛇、虎を猫（しばしば白鼻芯に代替される）、鳳を鶏に置き換えている。

## 種類
龍虎鳳のバリエーションは2、3あるに過ぎない。龍虎鳳大燴と菊花龍虎鳳がよく知られている。

## 脚註
1. 1 2  Big5.China.com. "China.com.cn." Cantonese cuisine. Retrieved on 2008-12-28.
2. ↑  Newsweek.com. "Newsweek.com." Pet lovers protest cats on the menu in China. Retrieved on 2008-12-28.
3. ↑  Huaxia. "Huaxia." 酒家與名肴. Retrieved on 2008-12-28.